# Антрибіди
Антрибі́ди (Anthribidae Billberg, 1820), або ж несправжні слоники — родина жуків надродини довгоносикоподібних. Дорослі жуки та личинки харчуються на рослинах та грибах і інколи завдають шкоди господарству. Описано близько 3900 видів і понад 370 родів цієї родини. Найдавніші антрибіди знайдені у домініканському, мексиканському та рівненському бурштинi.

## Зовнішній вигляд[5]
Ці комахи — дрібного та середнього розміру (0,5–38 мм у довжину).
Основні ознаки:
- вусики 11-12-членикові, не колінчасті, з рихлою 3-4-члениковою булавою;
- головотрубка коротка, пласка, із добре розвиненими мандибулами;
- верхня губа добре помітна, вона добре відокремлена від наличника;
- передньоспинка, більш або менш циліндрична,
- * надкрила із вкороченою
- усі лапки здаються 4-члениковими, другий членик розширений і кутоподібно вирізаний, 4-й членик знаходиться між лопатями 3-го і дуже маленький, помітний лише при сильному збільшенні, кігтики із зубцем при основі;

Фотографії див. на.
Личинки серпоподібні, часто — із сплощеним черевцем, рідкими коротенькими волосками і зачатковими 1-2-члениковими ногами.

## Спосіб життя
Дорослі жуки добре літають і у разі найменшої небезпеки миттю впадають у танатоз. Під час розмноження для них характерний гілл-топпінг. Імаго харчуються спорами та плодовими тілами грибів на стовбурах та гілках дерев, квітковим пилком, деякі — сухим насінням; є й хижаки, що їдять кермесів та псевдощитівок. Для відкладання яєць самиця звичайно вигризає заглиблення у рослинних тканинах. Личинки проходять розвиток у гнилій деревині, попід корою сухостійних та вітровальних дерев, у стеблах трав.

## Географічне поширення
Ця група найповніше представлена у тропіках. У Неарктиці  зареєстровано 88 видів антрибід з 30 родів. У фауні України — 28 видів з 17 родів антрибід.

## Класифікація
Родина поділяється на чотири підродини: Anthribinae, Choraginae, Apolectinae, Urodontinae.

## Значення у природі та житті людини
Подібно до інших видів, антрибіди є невід'ємною ланкою природних екосистем, споживаючи тканини рослин, грибів та комах, а також самі стаючи здобиччю тварин — хижаків та паразитів. Деякі види завдають шкоди рослинним запасам та матеріалам, що зберігаються.